# Tecpán Guatemala
Tecpán Guatemala är en kommunhuvudort i Guatemala.   Den ligger i departementet Departamento de Chimaltenango, i den sydvästra delen av landet, 50 km väster om huvudstaden Guatemala City. Tecpán Guatemala ligger 2 299 meter över havet och antalet invånare är 21 978.
Terrängen runt Tecpán Guatemala är kuperad. Runt Tecpán Guatemala är det ganska tätbefolkat, med 192 invånare per kvadratkilometer. Tecpán Guatemala är det största samhället i trakten. I omgivningarna runt Tecpán Guatemala växer huvudsakligen savannskog.